# Dennis Pettitt
Dennis Pettitt (ur. w 1925 w Birmingham, zm. 16 stycznia 2011 w Nottinghamshire) – polsko-brytyjski działacz społeczny i samorządowiec.

## Życiorys
Dennis Pettitt urodził się w 1925 w Birmingham. W czasie II wojny światowej brał udział w lądowaniu Aliantów w Normandii. Kolejne lata życia spędził w Afryce, gdzie działał na rzecz niepodległości Kenii. Po powrocie do Wielkiej Brytanii został radnym miasta Birmingham, od 1977 zasiadał w Radzie Hrabstwa Nottinghamshire, a w latach 1981–2001 pełnił funkcję Przewodniczącego Rady. Przez dwie kadencje piastował także stanowisko prezesa Stowarzyszenia Rad Hrabstw Wielkiej Brytanii. Za zasługi dla rozwoju samorządów lokalnych w Wielkiej Brytanii został uhonorowany przez królową Elżbietę II tytułem szlacheckim Sir.
Opowiadał się za zacieśnianiem kontaktów samorządowych w Unii Europejskiej. Miał podwójne obywatelstwo – polskie oraz Zjednoczonego Królestwa Wielkiej Brytanii i Irlandii. Zaangażowany w wielopłaszczyznową współpracę hrabstwa Nottinghamshire z Poznaniem. Dzięki zainicjowaniu przez niego w latach 80. i 90. XX wieku współpracy pomiędzy Nottingham Trent University oraz Akademią Ekonomiczną w Poznaniu utworzono Wielkopolską Szkołę Biznesu. Z jego inicjatywy wykonano ponadto ekspertyzy dotyczące rozbudowy lotnisk na poznańskiej Ławicy i w Krzesinach, a także wdrożono zmiany w Miejskim Przedsiębiorstwie Komunalnym. W 1994 pomógł w otrzymaniu pieniędzy z funduszu Know How na otwarte we Wrześni Centrum Kształcenia Kadr Mleczarskich dla Wielkopolski. Rok wcześniej, „za wybitne zasługi w działalności polonijnej i kombatanckiej”, otrzymał Krzyż Komandorski Orderu Zasługi Rzeczypospolitej Polskiej.
W 2001, „uznając zasługi Sir Dennisa Pettitta dla Miasta Poznania i regionu Wielkopolskiego oraz jego osobiste zaangażowanie w umacnianie więzów przyjaźni między Poznaniem a hrabstwem Nottinghamshire”, Rada Miasta Poznania przyznała mu odznaczenie „Zasłużony dla Miasta Poznania”.
Dennis Pettitt zmarł 16 stycznia 2011 w Nottinghamshire.